# マルティン・ハンセン
マルティン・ハンセン（Martin Hansen 、1990年6月15日 - ）は、デンマーク・デンマーク首都地域ブレンビー出身のプロサッカー選手。オーデンセBK所属。ポジションは、ゴールキーパー。

## クラブ経歴

### リヴァプール
2006年、ブレンビーIFの下部組織からリヴァプールFCの下部組織に移籍 。2007年1月16日のチェルシーFCのユースチームとの試合で加入後初出場。2007年にはFAユースカップ獲得に貢献した。
その後リザーブチームに昇格し、2007年7月に2年のプロ契約を交わした。
2011年7月27日、1ヶ月の短期レンタルでブラッドフォード・シティAFCに加入。2011年8月6日にプロデビュー。8月21日、契約満了によりリヴァプールに復帰。

## 代表
年代別のデンマーク代表歴がある。